# Victor Hénaux
Georges-Victor Hénaux (23 de março de 1822 — 16 de junho de 1896) foi um advogado e escritor belga, particularmente conhecido no Brasil por ser autor de uma peça traduzida por Machado de Assis chamada Queda que as Mulheres Têm para os Tolos. Na época, a autoria de Machado era contestada, e então surgiu o debate entre os críticos a fim de determinar se o autor brasileiro havia feito uma tradução ou se teria baseado na peça original.